# Trynwâlden
De Trynwâlden of Trijnwouden is een zandrug in het noorden van de Friese gemeente Tietjerksteradeel, met daarop de dorpen Oudkerk, Oenkerk en Giekerk.
Aan de oostkant, net over de grens met Dantumadeel, ligt het dorp Roodkerk dat doorgaans ook tot de Trynwâlden wordt gerekend. Ook Molenend, dat tot 1948 deel uitmaakte van Oenkerk, wordt sinds 1953 tot de Trynwâlden gerekend.

## Uitleg naam
Vaak wordt gedacht dat de naam is afgeleid van het oorspronkelijke drietal dorpen op de zandrug, Trijewâlden (trije is Fries voor drie). De naam is echter ouder dan de dorpen, en zou vroeger Thrimwalda zijn geweest: "in de drie wouden". Een andere uitleg is dat de streek in de Middeleeuwen aan de heilige Catharina (vermoedelijk Catharina van Alexandrië) was gewijd.

## Sage
Echter volgens een sage is de naam afgeleid van Tryntsje wâlden, naar Tryntsje (Catharina), een rijke vrouw, die zeven boerderijen en zeven zonen zou hebben gehad. Elk van deze zonen zou na haar dood een van de boerderijen hebben geërfd en op deze locatie een dorp hebben gesticht. Zo zou de oudste, genaamd Alde, Aldtsjerk (Oudkerk) hebben gesticht. Haar andere zonen - Oene, Reade, Wynse, Gyke, Rypke en Tyte - zouden Oentsjerk (Oenkerk), Readtsjerk (Roodkerk), Wyns (Wijns), Gytsjerk (Giekerk), Ryptsjerk (Rijperkerk) en Tytsjerk (Tietjerk) hebben gesticht.

## Sport
In de Trynwâlden zijn er verschillende sportverenigingen. De bekendste hiervan zijn de voetbalcombinatie Trynwâlden en de korfbalclub DFD. De voetbalcombinatie Trynwâlden is ontstaan in 2009 door een fusie van de zondagclub vv Trynwâlden en het op zaterdag acterende cvv Trynwâldsterboys. Vc Trynwâlden speelt op het sportcomplex Keatsjemouilân. Voor de fusie werkten beide clubs hier ook al hun wedstrijden af. Er is nog steeds een zaterdag -en zondagafdeling. Op beide dagen werkt het eerste elftal zijn wedstrijden af in de Tweede Klasse District Noord. Het eerste zaalvoetbalteam van vc Trynwâlden promoveerde in 2010 naar de Hoofdklasse. Dit na vier kampioenschappen op rij.
De korfbalclub DFD (De Fiif Doarpen) (Nederlandsː 'De Vijf Dorpen') is opgericht op 6 januari 1981. De clubkleuren zijn oranje/zwart. In de zomer van 2014 is DFD gefuseerd met KCT (Korfbalclub Tietjerk). De fusievereniging heeft de naam KF de Wâlden gekregen speelt op het veld in Tietjerk en in de zaal in Oenkerk. De jeugd valt tegenwoordig nog onder de oude twee verenigingen, maar zal in de toekomst ook opgaan in de fusievereniging. Ook herbergen de Trynwâlden een paardenvereniging. De naam hiervan is PSV Trynwâlden. Ook is er een turnvereniging (SV Dwarres), volleybalvereniging en badmintonvereniging en is er de mogelijkheid om tot tennis. Dit complex ligt naast het voetbal -en korfbalcomplex in Oenkerk. De zaalsporten worden bedreven in sporthal de Hege Wâlden, deze sporthal is op hetzelfde complex gelegen.